# Abuse Your Illusions
Abuse Your Illusions è il primo album del gruppo musicale italiano thrash metal Hyades, pubblicato nel 2005.

## Tracce
1. No Man's Land
2. Smart Bombs, Dumb War
3. Hyades
4. Liars
5. Picture of a World
6. Blameless in the Deathrow
7. September 11
8. Shut the Fuck Up
9. Abuse Your Illusions
10. Fight for Your Right